# 안드로이드 오토모티브
안드로이드 오토모티브(AAOS)는 Google Built-in Cars라는 이름으로 판매되며, 안드로이드를 기반으로 차량 대시보드에서 사용하도록 설계된 오픈 소스 운영체제이다. 2017년 3월에 출시되었으며, 구글과 인텔, 그리고 볼보 및 아우디와 같은 자동차 제조업체와 협력하여 개발되었다. 이 프로젝트는 자동차 제조업체가 자체 배포판을 개발할 수 있도록 운영체제 코드베이스를 제공하는 것을 목표로 한다. 메시징, 내비게이션, 음악 재생과 같은 인포테인먼트 작업 외에도, 이 운영체제는 에어컨 제어와 같은 차량별 기능을 처리하는 것을 목표로 한다.
안드로이드 오토와는 달리, 안드로이드 오토모티브는 스마트폰에 의존하지 않고 차량의 장치에서 실행되는 완전한 운영체제이다. 따라서 구글 플레이 스토어에서 제한된 수의 앱에 접근할 수 있다.
안드로이드 오토모티브는 오픈 소스 운영체제이므로, 자동차 제조업체는 구글 모바일 서비스의 자동차 버전인 사유 구글 오토모티브 서비스(GAS) 없이도 사용할 수 있다. 이 서비스는 OEM이 인포테인먼트 시스템에 라이선스를 부여하고 통합할 수 있는 구글 지도 및 구글 어시스턴트와 같은 애플리케이션 및 서비스 모음이다. 볼보, 르노, 포드 및 GM은 GAS와 함께 AAOS를 사용하고 있다. CAN 버스와 같은 차량 내 네트워크(IVI)와 통신하기 위해 안드로이드 오토모티브는 차량의 하드웨어 및 소프트웨어 구성 요소 간의 다리 역할을 하는 차량 하드웨어 추상화 계층(VHAL)을 사용한다.

## 역사
이 운영체제는 2017년 3월에 구글에 의해 처음 발표되었다.
2018년 2월, 폴스타는 안드로이드 오토모티브가 내장된 최초의 자동차인 폴스타 2를 발표했다. 안드로이드 오토모티브가 탑재된 폴스타 2는 2020년 7월부터 구매할 수 있다.
2018년 9월, 르노-닛산-미쓰비시 얼라이언스는 2021년부터 그룹 차량에 안드로이드 오토모티브 운영체제를 내장하는 기술 파트너십을 발표했다.
2019년 4월, 구글은 개발자들이 안드로이드 오토모티브용 애플리케이션 개발을 시작할 수 있도록 API를 개방했다.
2019년 9월, 제너럴 모터스는 2021년부터 자사 자동차의 인포테인먼트 시스템에 안드로이드 오토모티브를 사용할 것이라고 발표했다.
2020년 7월, 스텔란티스 (구 FCA 그룹 및 PSA 그룹)는 자사 인포테인먼트 시스템에 안드로이드 오토모티브 OS를 사용할 것이라고 발표했다. 이 발표는 2022년에 철회되었다.
2021년형 닷지 듀랑고 및 크라이슬러 퍼시피카와 같은 일부 그룹 차량은 구글 오토모티브 서비스(GAS) 없이도 안드로이드 오토모티브 기반의 Uconnect 5를 이미 사용하고 있다.
2021년 2월, 포드는 2023년부터 포드 및 링컨 차량에 안드로이드 오토모티브를 도입할 구글과의 파트너십을 발표했다.
2021년 5월, 루시드 모터스는 루시드 에어가 인포테인먼트 시스템에 안드로이드 오토모티브를 사용하고 있지만, 구글 오토모티브 서비스(GAS)는 사용하지 않는다고 밝혔다.
2021년 9월, 혼다는 2022년부터 자사 자동차에 구글의 안드로이드 오토모티브 OS를 사용할 것이라고 발표했다.
2022년 6월, BMW는 BMW 운영체제 8을 확장하고 2023년 3월부터 특정 모델에 안드로이드 오토모티브를 통합할 것이라고 발표했다. 2023년 1월, 소비자 가전 전시회에서 BMW는 BMW 운영체제 9가 안드로이드 오토모티브를 기반으로 하지만 구글 오토모티브 서비스(GAS)는 포함하지 않을 것이라고 밝혔다. BMW OS 9에는 Aptoide 앱 스토어가 탑재될 예정이지만, 하위 OS 버전에는 탑재되지 않는다.
2023년 3월, 폭스바겐 그룹은 One.Infotainment라고 불리는 미래 인포테인먼트 시스템이 안드로이드 오토모티브(AOSP 버전)를 기반으로 할 것이며, 하만 인터내셔널과 협력하여 개발된 앱 스토어를 포함할 것이라고 발표했다.
2023년 5월, 구글은 안드로이드 오토모티브 OS 14를 출시했는데, 이는 내비게이션 앱의 새로운 기능을 가능하게 하여 계기판과 통합하고 운전자와 승객 간의 새로운 경험을 확장하기 위한 다중 화면 지원을 제공한다.
2023년 6월, 폴스타는 중국 시장을 겨냥한 차량에 메이주 플라이미 오토 시스템을 사용할 것이라고 발표했다.
2023년 10월, 포르쉐는 구글과의 협력을 발표했는데, 이는 포르쉐의 미래 차량에 안드로이드 오토모티브를 도입할 것이다. 구글 지도, 구글 어시스턴트, 그리고 다양한 앱들이 구글 플레이 스토어를 통해 제공될 예정이다.
2024년 12월, 현대자동차그룹은 소프트웨어 생태계를 더욱 확장하기 위해 구글의 안드로이드 오토모티브 운영체제(AAOS)를 채택했다고 발표했다.

## 안드로이드 오토모티브가 탑재된 차량 (GAS 포함)
- 알핀 A290
- 알핀 A390
- 아큐라 ADX (2026+)
- 아큐라 인테그라 (2026+)
- 아큐라 MDX (2025+)
- 아큐라 ZDX (2024+)
- 뷰익 엔클레이브 (2025+)
- 뷰익 엔비전 (2024+)
- 캐딜락 셀레스틱
- 캐딜락 CT5 (2025+)
- 캐딜락 에스컬레이드 (2025+)
- 캐딜락 에스컬레이드 IQ
- 캐딜락 리릭[27]
- 캐딜락 옵틱
- 캐딜락 비스틱
- 캐딜락 XT4 (2024+)
- 쉐보레 블레이저 EV
- 쉐보레 콜로라도 (2023+)
- 쉐보레 콜벳 E-레이, Z06 (2024+)
- 쉐보레 이쿼녹스 (2025+)
- 쉐보레 이쿼녹스 EV
- 쉐보레 실버라도 (2022+)[28]
- 쉐보레 실버라도 EV
- 쉐보레 서버번 (2022+)
- 쉐보레 타호 (2022+)
- 쉐보레 트래버스 (2024+)
- 포드 익스페디션 (2025+)
- 포드 익스플로러 (2025+)
- GMC 아카디아 (2024+)
- GMC 캐니언 (2023+)
- GMC 허머 EV
- GMC 시에라 (2022+)
- GMC 테레인 (2025+)
- GMC 유콘 (2022+)
- 혼다 어코드 (2023+)
- 혼다 CR-V (2026+)
- 혼다 시빅 (2025+)
- 혼다 패스포트 (2025+)
- 혼다 프롤로그 (2024+)
- 인피니티 QX60 (2026+)
- 인피니티 QX80 (2025+)
- 링컨 에비에이터 (2025+)
- 링컨 노틸러스 (2024+)
- 링컨 내비게이터 (2025+)
- 마쓰다 CX-5 (2026+)
- 미쓰비시 ASX (2024+)
- 미쓰비시 그랜디스 (2026+)
- 닛산 아르마다 (2025+)
- 닛산 리프 (2026+)
- 닛산 마치 (2025+)
- 닛산 무라노 (2025+)
- 닛산 패트롤 (2025+)
- 닛산 캐시카이 (2024+)
- 닛산 로그 (2024+)
- 폴스타 2
- 폴스타 3
- 폴스타 4
- 폴스타 5
- 르노 4 E-테크
- 르노 5 E-테크
- 르노 오스트랄
- 르노 보레알
- 르노 캡쳐 (2024+)
- 르노 에스파스 (2024+)
- 르노 메간 E-테크 일렉트릭[29]
- 르노 마스터 (2024+)
- 르노 라팔
- 르노 세닉 E-테크 (2025+)
- 르노 심비오즈
- 볼보 C40 / EC40
- 볼보 ES90
- 볼보 EX30
- 볼보 EX90
- 볼보 S60 (2023+)
- 볼보 S90 (2022+)
- 볼보 V60, V60 크로스 컨트리 (2023+)
- 볼보 V90, V90 크로스 컨트리 (2022+)
- 볼보 XC40 (T2 엔진 모델 제외) (2023+)
- 볼보 XC40 리차지 / EX40 (전용 BEV 버전)
- 볼보 XC60 (2022+)
- 볼보 XC90 (2023+)

## 안드로이드 오토모티브가 탑재된 차량 (GAS 없음)
- 알파 로메오 토날레
- 아우디 Q6 e-트론 (2025+)
- 아우디 A5 (2025+)
- 아우디 A6 (2025+)
- BMW X1 (2023+)
- BMW X2 (2024+)
- BMW X3 (2024+)
- BMW 1 시리즈 (2024+)
- 크라이슬러 퍼시피카 (2021+)
- 다치아 더스터 (2024+)
- 닷지 듀랑고 (2021+)
- 닷지 호넷 (2021+)
- 피아트 뉴 500
- 로터스 엘레트라
- 로터스 에메야
- 루시드 에어
- 링크앤코 01
- 링크앤코 02
- 마세라티 기블리 (2022+)
- 마세라티 그란투리스모 (2022+)
- 마세라티 그레칼레 (2022+)
- 마세라티 르반떼 (2022+)
- 마세라티 MC20 (2022+)
- 마세라티 콰트로포르테 (2022+)
- 닛산 인터스타 (2024+)
- 포르쉐 마칸 (2024+)
- 포르쉐 타이칸 (2025+)
- 리비안 R1S
- 리비안 R1T
- 토그 T10X

## 같이 보기
- QNX

2015
닛산 알티마